# Râul Crepeș
Râul Crepeș este un curs de apă, afluent al râului Vulcănița. 

## Hărți
- Harta județul Brașov
- Harta munții Perșani  Arhivat în 13 iunie 2008, la Wayback Machine.